# Medaille zum 25. Jahrestag des Abschlusses der Kollektivierung der Landwirtschaft in der Sozialistischen Republik Rumänien
Die Medaille zum 25. Jahrestag des Abschlusses der Kollektivierung der Landwirtschaft in der Sozialistischen Republik Rumänien (rumänisch 25 de ani de la incheierea cooperativizarii agriculturii in Republica Socialista Romania) war eine staatliche Auszeichnung der Sozialistischen Republik Rumänien. Die Stiftung erfolgte 1987 und stellt die letzte gestiftete Medaille der sozialistischen Epoche Rumäniens dar. Die Medaille wurde anlässlich der Festlichkeiten zum 25. Jahrestag des Abschlusses der landwirtschaftlichen Kollektivierung an Personen verliehen, die sich um die Kollektivierung der rumänischen Landwirtschaft und die ökonomische oder organisatorische Stärkung der landwirtschaftlichen Genossenschaften der Agrarproduktion verdient gemacht hatten.

## Aussehen und Trageweise
Das Avers der vergoldeten Medaille zeigt rechts und links je einen Bauern und in der Mitte eine Bäuerin vor landwirtschaftlichen Symbolen. Das Revers der Medaille zeigt einen nach oben offenen Ährenkranz auf einer stilisierten Sonne. Im oberen Teil der sich zuneigenden Ähren sind Hammer und Sichel zu sehen. Auf dem Sonnenkörper ist die zweizeilige Inschrift 25 ANI zu lesen. Umschlossen wird alles von einem Schriftrung mit der Umschrift: XXV DE LA INCHEIEREA COOPERATIVIZARII AGRICULTURII. Getragen wurde die Medaille an der linken Brustseite des Beliehenen an einer goldenen fünfeckigen Metallspange mit Lorbeergebinde und farbig aufgelegter Nationalfahne.